# VTK
視覺化工具函式庫（VTK， Visualization Toolkit）是一個開放源碼，跨平台、支援平行處理（VTK曾用於處理大小近乎1個Petabyte的資料，其平台為美國Los Alamos國家實驗室所有的具1024個處理器之大型系統）的圖形應用函式庫。2005年曾被美國陸軍研究實驗室用於即時模擬俄羅斯製反飛彈戰車ZSU-23-4受到平面波攻擊的情形，其計算節點高達2.5兆個之多。
該函式庫以開放源碼的BSD授權釋出。

## 發展過程
VTK最早是作為Prentice Hall出版的"The Visualization Toolkit: An Object-Oriented Approach to 3D Graphics"一書的附件釋出，
該書及其軟體是由奇異研發部 Corporate R&D的三位研究人員：Will Schroeder、Ken Martin與Bill Lorensen用其閒暇時間合作，在獲得奇異公司的許可下完成的（故該軟體的授權完全是由這三位決定），由於其開放源碼式的授權，該書一上市後，VTK很快地建立了其使用及開發者社群，同時，奇異與其他數間公司也開始提供對VTK的支援。 Will Schroeder和Ken Martin在1998年時離開奇異，創立了Kitware公司。
有了Kitware的資金挹注，VTK社群快速地成長，其在學術研究及商業應用的領域受到重用，例如Slicer
生物醫學計算軟體使用VTK作為其核心，許多討論研究VTK的IEEE論文出現。VTK也是許多大型研究機構如Sandia, Los Alamosn及Livermore國家實驗室與Kitware的合作基礎。這些研究中心使用VTK來作為視覺化資料的基礎處理工具。 
VTK亦是新創的美國國家衛生研究院所規畫，作為開發未來計算工具之基石的美國國家醫學影像計算合作聯盟（National Alliance for Medical Image Computing, NA-MIC）的關鍵計算工具。

### 書籍
The Visualization Toolkit，第三版（平裝）；Will Schroeder、Ken Martin與Bill Lorensen三人合著；2004年八月出版。

## 其他
- 科學視覺化
- ITK（英语：Insight Segmentation and Registration Toolkit）
- SIGGRAPH
- CFX（英语：CFX）

## 外部連結

### Kitware
- Kitware （页面存档备份，存于）
- Insight Segmentation and Registration toolkit (ITK) （页面存档备份，存于） and official ITK Wiki （页面存档备份，存于）
- Visualization toolkit (VTK) （页面存档备份，存于） and official VTK Wiki （页面存档备份，存于）
- Parallel Visualization Application (ParaView)（页面存档备份，存于）and official ParaView Wiki （页面存档备份，存于）

### 公部門
- The National Alliance for Medical Imaging Computing (NAMIC)
- Sandia National Laboratory （页面存档备份，存于）
- Los Alamos National Laboratory（页面存档备份，存于）
- U.S. Army Research Laboratory （页面存档备份，存于）

### 软件
- Amira（页面存档备份，存于）
- Slicer（页面存档备份，存于）
- ParaView（页面存档备份，存于）
- VTK Designer 2

### 其他
- ACM SIGGRAPH and official ACM SIGGRAPH Wiki
- vtk （页面存档备份，存于）在鮮肉站（英语：Freshmeat）上的頁面
- Some of the early history of VTK （页面存档备份，存于）
- A good starter ppt